# Covington (Virginia)
Covington (oficialmente como City of Covington), fundada en 1948, es una de las 39 ciudades independientes del estado estadounidense de Virginia. En el año 2000, la ciudad tenía una población de 6,303 habitantes y una densidad poblacional de 429.1 personas por km². A pesar de no formar parte del Condado de Alleghany, es su sede de condado.

## Geografía
Según la Oficina del Censo, la ciudad tiene un área total de 14,7 km² (5,7 mi²), de la cual 14,7 km² (5,7 mi²) es tierra y 0 km² (0 mi²) (0.0%) es agua.

## Demografía
Según el censo de 2000, había 6,303 personas, 2,835 hogares y 1,740 familias residiendo en la localidad. La densidad de población era de 429.2 hab./km². Había 5,083 viviendas con una densidad media de 4 viviendas/km². El 84.06% de los habitantes eran blancos, el 13.14% afroamericanos, el 0.35% amerindios, el 0.65% asiáticos, el 0.02% isleños del Pacífico, el 0.21% de otras razas y el 1.59% pertenecía a dos o más razas. El 0.63% de la población eran hispanos o latinos de cualquier raza.
Los ingresos medios por hogar en la localidad eran de $30,325, y los ingresos medios por familia eran $36,640. Los hombres tenían unos ingresos medios de $30,755 frente a los $20,316 para las mujeres. La renta per cápita para el condado era de $16,758. Alrededor del 12.9% de la población estaban por debajo del umbral de pobreza.